# 冉亚辉
冉亚辉（Ran Ya-hui），重庆师范大学教育科学学院教师，西南大学教育学博士，华东师范大学访问学者。主要从事教师教育、教育管理与政策、德育基本理论、高等教育学等方面的教学与研究。
该学者曾在中小学工作十余年，曾担任过中学校长职务，理解一线基层中小学和教师的实际工作环境和工作状态，强调教育研究与中国教育实践相结合，致力于中国教育理论体系的研究和建构，在中西方德育范式研究、基础教育文化研究、基础教育改革、高等教育管理、英国公学研究等领域成果突出。已独立作者或第一作者在《Chinese Education and Society》、《人民日报》（理论版）、《道德与文明》、《教育学报》、《全球教育展望》、《中国教育报》（理论版）等刊物公开发表学术论文70余篇，其中北大中文核心期刊论文30余篇，被SSCI收录1篇，被CSSCI收录近20篇。代表作主要有《教育的万能与无能——对教育完美主义的批判》、《教育理论建设的文化价值观》、《我国基础教育应试化倾向的深层原因及其控制》、《当代中国基础教育改革特殊性论析》、《农村基础教育教师生存状态分析》、《传统“师道尊严”思想探析》、《中国德育基本理论论析》、《柏拉图的理念主义与孔子的现世哲学》等。